# Stylomesus inermis
Stylomesus inermis là một loài chân đều trong họ Ischnomesidae. Loài này được Vanhoeffen miêu tả khoa học năm 1914.